# Cher Wang

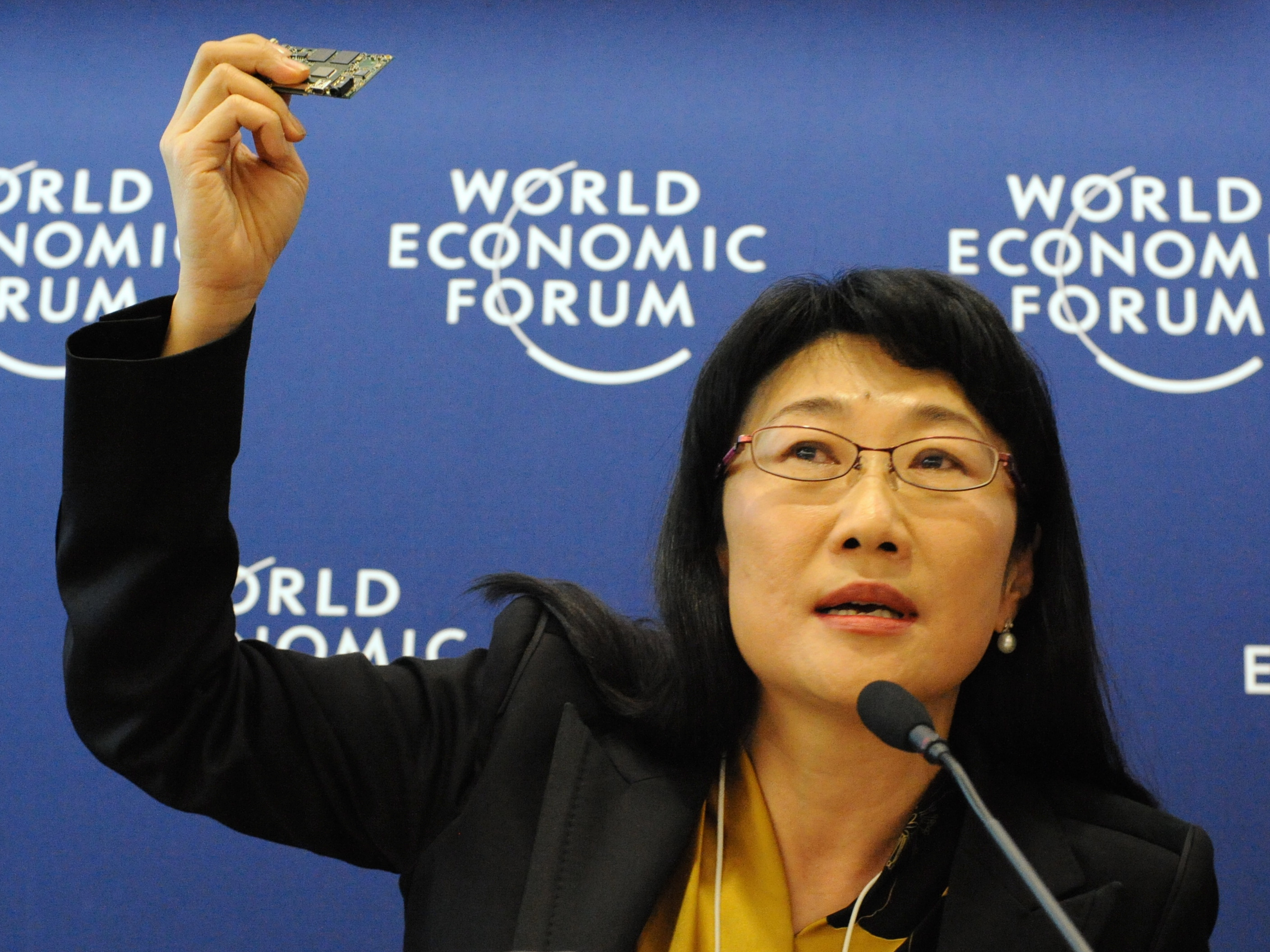
Cher Wang, 2008

Cher Wang (chinesisch 王雪紅 / 王雪红, Pinyin Wáng Xuěhóng; geboren 14. September 1958 in Taipeh) ist eine taiwanische Unternehmerin und Philanthropin. Sie ist Mitgründerin und Vorstandsvorsitzende des Unternehmens High Tech Computer Corporation (HTC), einem der größten Smartphone-Hersteller der Welt. Auf der Liste der 100 einflussreichsten Frauen der Welt lag sie 2011 auf Platz 20, 2012 auf Platz 56 und 2014 auf Platz 54.

## Leben und Wirken

### Persönliches
Wang stammt aus einer kinderreichen Familie. Sie ist Tochter von Wang Yung-ching. Er war Mitgründer der Formosa Plastic Group und bis zu seinem Tod 2008 einer der bekanntesten Milliardäre Taiwans. Wang Yung-ching war mehrmals verheiratet. Cher Wang ist die dritte Tochter seiner zweiten Ehe.
Sie ist mit Chen Wen-Chi (陳文琦) verheiratet, der Vorstandsvorsitzender der Firma VIA ist. Aus der Ehe sind zwei Kinder hervorgegangen. Wang ist Christin und eine begeisterte Philanthropin.

### Ausbildung
Wang zog zu ihrer Schwester nach Los Angeles als sie 15 Jahre alt war. Sie verbrachte jedoch nur kurze Zeit dort. Ihre Schwester zog nach Detroit um, als ihr Ehemann einen neuen Job bekam. Cher zog nicht mit, sondern besuchte die College Preparatory School in Oakland. Nach dem Highschool-Abschluss besuchte sie die University of California, Berkeley. Sie wollte ursprünglich eine Karriere in der Musik anstreben, aber sie gab ihren Traum auf und studierte stattdessen Wirtschaftswissenschaften. 1981 erwarb sie in Berkeley ihren Master of Arts.

### Karriere
Wang trat 1982 dem von ihrer Schwester mitgegründeten Unternehmen First International Computer (FIC) bei. Dort war sie General Manager der PC-Abteilung. 1987 war sie eines der Gründungsmitglieder der Firma VIA. 
Im Jahr 1997 gründete sie gemeinsam mit Peter Chou und einer weiteren Person (HT Cho) das Unternehmen HTC und wurde 2007 dessen Verwaltungsratsvorsitzende. Sie leitete als CEO den Konzern von 2015 bis 2019 und blieb danach im Aufsichtsgremium des Unternehmens. Im Jahr 2020 übernahm sie erneut als CEO die Leitung.

### Ehrungen
Im Jahr 2011 belegte sie den 20. Platz auf den jährlichen Listen der mächtigsten Frauen sowohl von Forbes als auch von Fortune. 2012 wurde Wang auf Platz 56 der Liste der 100 einflussreichsten Frauen der Welt gesetzt. Im Jahr 2014 rangierte sie auf Platz 54.

### Die Philanthropin
Durch regelmäßige Besuche als Kind im örtlichen Krankenhaus, das ihr Vater finanziert hatte, kam Wang mit dem Leid anderer Menschen in Berührung. Später betätigte sich Wang als Philanthropin und spendete beispielsweise 28 Millionen US$ an das Guizhou Forerunner College, eine Ausbildungseinrichtung, die Studierenden aus Familien mit niedrigen Einkommen drei Jahre lang freie Bildung bietet.

### Politischer Standpunkt
Im Jahr 2012 hielt Wang vor der damaligen Präsidentenwahl in Taiwan eine Pressekonferenz ab, in der sie sich öffentlich zum sogenannten „Konsens von 1992“ bekannte. Diese öffentliche Erklärung von Wang wurde als Unterstützung der Kuomintang bewertet. Die Pan-Grüne Koalition kritisierte Wangs Einmischung während des Wahlkampfes zur Präsidentenwahl heftig. Infolgedessen wurde im Internet zum Boykott von HTC- und VIA-Produkten aufgerufen.

## Auszeichnungen und Ehrungen
- 2011: Platz 20 der Liste der 100 einflussreichsten Frauen der Welt[21]
- 2012: Platz 56 der Liste der 100 einflussreichsten Frauen der Welt
- 2014: Platz 54 der Liste der 100 einflussreichsten Frauen der Welt